# Marc Connelly
Marcus Cook Connelly, född den 13 december 1890 i McKeesport, Pennsylvania, död den 21 december 1980 i New York, var en amerikansk dramatiker, regissör, producent, artist och textförfattare. Han var en viktig medlem i Algonquin Round Table och erhöll Pulitzerpriset i Drama år 1930.

## Biografi
Connelly var son till ett skådespelarpar och började skriva pjäser redan i femårsåldern. Han blev senare journalist för Pittsburgh Sun-Telegraph innan han flyttade till New York City. År 1919 gick han med i sällskapet Algonquin Round Table.
Connelly hade bidragit till flera Broadwaymusikaler innan han 1921 började samarbeta med Georg S.Kaufman. Under deras fyraåriga samarbete skrev de fem komedier och bidrog till revyn The 40ers, 1922, samt medverkade i texten till den musikaliska komedin Helen of Troy.
Connelly fick år 1930 Pulitzerpriset i Drama för The Green Pastures (1930), som var en återberättelse från Gamla testamentet, och blev en milstolpe i amerikanskt drama, när det sattes upp med en helt svart ensemble på Broadway. I Sverige uppfördes den på Dramaten i Stockholm som Guds gröna ängar år 1932.
År 1968 publicerade han sina memoarer, Voices Offstage. Genom åren dök han också upp som skådespelare i 21 filmer, bland andra Spirit of St. Louis (1957) med James Stewart.
En film om medlemmar i Round Table, The Ten-Yeat Lunch (1987), vann en Oscar som bästa dokumentärfilm.